# 奥斯卡·菲格罗亚
奥斯卡·菲格罗亚（1983年4月27日—），出生于薩拉戈薩，哥伦比亚举重运动员，曾参加过四届奥运。在2012年伦敦奥运会上，菲格罗亚实现突破，获得举重62公斤级银牌。在2016年里约奥运会上，他又获得了同一项目的金牌，並於賽後宣布退役。

## 資料
1. ↑   (PDF). Comité Olímpico Colombiano.   [2016-08-09]. （原始内容 (PDF)存档于2020-01-21）.
2. ↑  . Olympics at Sports-Reference.com.   [2015-06-07]. （原始内容存档于2020-04-18）.
3. ↑  . 腾讯. 2016-08-09  [2016-08-09]. （原始内容存档于2021-01-11）.